# 기약분수
기약분수(旣約分數, 영어: irreducible fraction)는 분자와 분모의 공약수(greatest common factor,  줄여서 GCF)가 1뿐이어서 더 이상 약분되지 않는 분수다. 분자와 분모를 1 이외의 공통된 약수로 나누는 행위를 약분(Reduction of a fraction) 이라고 한다. 정수 {\displaystyle a,b}에 대해, 분수 {\displaystyle {\frac {a}{b}}}가 기약분수라는 것과, {\displaystyle a,b}가 서로소 즉, 최대공약수가 1이라는 것은 같은 말이다.(약분이 더 이상 1 이외에 가능하지 않다는 뜻이다.)

## 예
{\displaystyle {\frac {120}{90}}={\frac {12}{9}}={\frac {4}{3}}}
첫 번째 등식에서 분자와 분모가 10으로 약분되었다. 두 번째 등식에서 분자와 분모가 3으로 약분되었다. 이제 더 이상 약분되지 않으므로 최종적인 형태가 기약분수가 된다. 약분을 하기 위한 공약수는 유클리드 호제법 등의 방법으로 찾아낼 수 있다.
단위분수는 분자가 1인 분수를 뜻하는데, 기약분수란 분모와 분자가 1 이외에는 공약수가 없는 분수를 뜻하므로, 모든 단위분수는 기약분수가 된다.

## 어원
‘기약분수’는 ‘이미 약분이 끝난 분수’라는 의미다.

## 같이 보기
- 디오판토스 근사